# Сютерланд, Джон
Джон Сютерланд (англ.  D. Sutherland ; около 1700 — 1757) — английский кораблестроитель, с 1737 года на русской службе, корабельный мастер, строил в Санкт-Петербургском адмиралтействе парусные линейные корабли, по собственным чертежам бомбардирские корабли и прамы для Балтийского флота; младший брат кораблестроителя Александра Сютерланда.

## Биография
Джон Сютерланд (Сутерланд) родился около 1700 года. Его старший брат Александр Сютерланд в 1736 году в капитанском чине был принят на русскую службу для постройки кораблей. Джон, вслед за братом переехал из Голландии в Россию, и 3 ноября 1737 года также поступил на службу корабельным подмастерьем в ранге сухопутного поручика. Участвовал в постройке кораблей под руководством корабельных мастеров, с 1739 года начал строить суда самостоятельно.

Бомбардирский корабль «Гром», построенный по проекту Д. Сютерланда

27 июня 1739 года Д. Сютерланд заложил в Санкт-Петербургском адмиралтействе два 24-пушечных прама «Олифант» и «Дикий Бык», которые построил и спустил на воду 20 июня 1740 года. 13 марта 1741 года в том же адмиралтействе заложил, и 16 октября того же года спустил на воду, 6-пушечный бомбардирский корабль «Гром». Все эти корабли участвовали в войне со Швецией в 1741—1743 годов.
27 августа 1747 года был пожалован в корабельные мастера майорского ранга. 1 декабря 1751 года в Санкт-Петербургском адмиралтействе заложил по собственному чертежу головной 10-пушечный бомбардирский корабль «Дондер», который спустил на воду 23 октября 1752 года. Корабль участвовал в Семилетней войне 1756—1763 годов. По проекту «Дондера» на верфях Санкт-Петербурга и Кронштадта было построено ещё пять бомбардирских кораблей: «Самсон» (строитель И. И. Ильин), «Гром» (строитель И. Давыдов), «Марс» (строитель В. А. Селянинов) и два корабля «Юпитер» 1755 (строитель Кронинг) и 1771 годов постройки (строитель В. А. Селянинов).
В 1751 году заложил в Санкт-Петербургском адмиралтействе по собственному чертежу головной 36-пушечный прам «Олифант» (в 1769 году переименован в «Буйвол»), который построил и спустил на воду 23 сентября 1752 года. По проекту «Олифанта» было построено ещё четыре прама: «Дикий бык» на Олонецкой верфи (спущен на воду в 1754 году, строитель П. Г. Качалов), «Олифант» и «Сердоболь» на Сердобольской верфи (спущены на воду в 1756 году, строители Климов и Скуваров), и ещё один «Олифант» в Санкт-Петербурге (спущен на воду в 1758 году, строитель В. А. Селянинов). 
2 июня 1753 года на Кронштадтской верфи заложил 80-пушечный линейный корабль «Святой Павел», который построил и спустил на воду 10 июня 1755 года. Корабль участвовал в Семилетней войне 1756—1763 годов.
Скончался Джон Сютерланд 4 октября 1757 года в Санкт-Петербурге.